# Jefferson Airplane
Jefferson Airplane fue una banda estadounidense de rock surgida en la ciudad de San Francisco (California), pionera del movimiento psicodélico influenciado por el LSD. Fue una de las primeras bandas de la escena de San Francisco en gozar de éxito comercial y crítico.
A fines de la década de los 60, Jefferson Airplane era una de las bandas mejor pagadas de todo Estados Unidos. Sus discos fueron internacionalmente exitosos y se vendieron en gran cantidad, y tuvieron dos hits en el Top 10 estadounidense más una seguidilla de álbumes que se ubicaron en el Top 20. Su disco de 1967, Surrealistic Pillow, sigue siendo considerado como una de las principales obras del llamado "Verano del Amor", y trajo el reconocimiento internacional del grupo (así como dos hits, "Somebody to Love" y "White Rabbit").
Las bandas sucesoras a Jefferson Airplane incluyen a Jefferson Starship y Starship, además de las paralelas Hot Tuna (formada por Jorma Kaukonen y Jack Casady) y KBC Band (formada por Paul Kantner, Marty Balin y Jack Casady).
Jefferson Airplane fue incluida en el Rock and Roll Hall of Fame en 1996.

## Historia

### Formación y primeros pasos
Jefferson Airplane se formó en San Francisco durante el verano de 1965, surgiendo de la Bahía de San Francisco durante el auge de la música Folk. A pesar de que la banda fue considerada como un grupo de San Francisco, Paul Kantner era el único nativo de dicha ciudad.
El fundador del grupo fue el vocalista de 23 años Marty Balin, quien había establecido una pequeña carrera como cantante pop en los primeros años sesenta y había hecho varias grabaciones bajo su propio nombre. Graba (sin éxito) para Challenge Records en 1962 y siendo miembro de un grupo Folk llamado The Town Criers.
Con los Beatles dirigiendo la llamada Invasión Británica de 1964, Balin se inspiró en la fusión de música Folk con Rock a principios de 1965, encabezada por el éxito de The Byrds y Simon & Garfunkel, decidiendo formar un grupo para tocar un estilo híbrido, y también abrir un club, The Matrix, para tocar allí.
Balin conoció al músico de folk Paul Kantner en otro club local, The Drinking Gourd. Kantner había comenzado a tocar en el Área de la Bahía en el popular circuito de principios del decenio de 1960, junto a compañeros como Jerry García, David Crosby y Janis Joplin. Kantner ha citado a los grupos Folk, The Kingston Trio and The Weavers como tempranas influencias. Brevemente se trasladó a Los Ángeles, California, en 1964 para trabajar en un dúo como futuro miembro de Airplane/Starship, David Freiberg (que posteriormente se sumaría a Quicksilver Messenger Service).
Luego de contratar a Kartner, ambos y con un conjunto de músicos seleccionados, conformaron la banda local del club Matrix. Balin, luego de oír a la vocalista femenina Signe Toly Anderson en el Drinking Gourd, la invitó a formar parte del grupo como segunda cantante y colíder. Anderson estuvo con la banda durante un año, y formó parte en el álbum debut, pero salió del grupo en octubre de 1966 tras el nacimiento de su primer hijo.
Kantner contrató a un viejo amigo, el guitarrista de blues Jorma Kaukonen. Originalmente de Washington, Kaukonen se había trasladado a California en la década de 1960 y se había reunido con Kantner en la Universidad de Santa Clara en 1962. Kaukonen fue invitado a una jam session (sesión improvisada) con la nueva banda, y aunque inicialmente fue reacio a unirse, aceptó después de tocar en su guitarra a través de un dispositivo de cinta en que la demora era parte del sistema de sonido utilizado por Ken Kesey en sus fiestas ácidas. El baterista Jerry Peloquin y el bajista acústico, Bob Harvey, completaron la alineación original.
El origen del nombre del grupo es a menudo controvertido. "Jefferson Airplane" es, en la jerga, el papel usado para la marihuana que se ha fumado demasiado como para agarrarlo sin quemarse las manos. Una leyenda urbana reclama que ese fue el origen del nombre de la banda, pero de acuerdo al miembro de la banda, Jorma Kaukonen, el nombre fue inventado por su amigo Steve Talbot como una parodia de los nombres típicos del blues como Blind Lemon Jefferson. En el 2007 Kaukonen citó comunicado de prensa diciendo:
"Tenía este amigo [Talbot] en Berkeley que vino con divertidos nombres de personas", explica Kaukonen. "Su nombre era para mí Blind Thomas Jefferson Airplane (por el pionero del blues, Blind Lemon Jefferson). Cuando mis compañeros buscaban nombres para la banda y nadie podría llegar a algo, me recuerdo diciendo, '¿Quieres un nombre tonto para la banda? ¡Tengo un nombre tonto para ti! "
El grupo hizo su primera aparición pública como Jefferson Airplane en la noche inaugural del club Matrix el 13 de agosto de 1965. El grupo, ampliado de sus raíces folks, aprovechando la inspiración de The Beatles, The Byrds y The Lovin 'Spoonful, poco a poco fue ampliándose hacia un pop con sonidos más eléctricos.
Unas pocas semanas después de que el grupo se formó, Peloquin partió, en parte debido a su desprecio por los demás sobre "el uso de drogas". Aunque no era un baterista, el cantante y guitarrista Skip Spence (quién más tarde fundaría Moby Grape) fue invitado para reemplazar a Peloquin. En octubre de 1965, después de que los otros miembros decidieran que el bajista Harvey no estaba a la par de los demás, fue sustituido por el bajista Jack Casady, un viejo amigo de Kaukonen de la ciudad de Washington. Casady hizo su debut con la banda en un concierto en la universidad de Berkeley, California, dos semanas después de su llegada a San Francisco.
Las actuaciones del grupo sobre el escenario mejoraron y ganaron buena reputación muy rápidamente, con la ayuda de los comentarios del veterano periodista musical, Ralph J. Gleason, un crítico de jazz del San Francisco Chronicle; después de ver a la banda en el Matrix Club en 1965, proclamó "ellos son una de las mejores bandas de la historia." Gleason apoyó plenamente a la creciente banda, y en un plazo de tres meses su productor, Mateo Katz, ya estaba recibiendo ofertas de las empresas discográficas, a pesar de que aún no habían tocado fuera del Área de la Bahía.
Dos importantes conciertos se dieron a finales de 1965. El primero fue en el Longshoremen's Hall en San Francisco el 16 de octubre de 1965, el primero de muchos "acontecimientos" en el Área de la Bahía, y el concierto donde Gleason los vio por primera vez. En este concierto contaron con el soporte de un grupo de folk-rock, The Great Society, que incluía a Grace Slick como cantante principal. Kantner la conoció por primera vez esa noche. Unas semanas más tarde, el 6 de noviembre, ellos encabezaron un concierto benéfico para el San Francisco Mime Troupe, el primero de muchos compromisos para el aumento empresarial de Bill Graham, quien posteriormente se convirtió en su productor.
En noviembre de 1965 Jefferson Airplane firmó un contrato de grabación con la RCA Victor, que incluía un inédito anticipo de $25,000. El 10 de diciembre de 1965 el grupo tocó en el primer show organizado por Bill Graham en el Fillmore Ballroom, con el apoyo de The Great Society y otros. La agrupación también apareció en The Family Dog, muestra promovida por Chet Helms.
El primer sencillo del grupo fue escrito por Balin, "It's No Secret" (una canción que escribió con Otis Redding en mente); el lado B era "Runnin' Round The World", la canción que llevó a la banda al primer gran enfrentamiento con la RCA. Luego de su LP debut, Jefferson Airplane Takes Off! en marzo de 1966, Skip Spence deja la banda. Finalmente, fue reemplazado por Spencer Dryden, que tocó su primer show con Jefferson en el Berkeley Folk Festival, el 4 de julio de 1966.
El productor original, Mateo Katz, fue despedido en agosto -principios jurídicos y disputas que continuarían hasta 1987- y el amigo de Balin y compañero de cuarto, Bill Thompson, fue puesto como administrador de carretera y productor interino. Thompson, un amigo y aliado de la banda, hizo de Crónica para convencer a los periodistas Ralph Gleason y John Wasserman para que vayan a ver a la banda. Gracias a la influencia de Gleason, Thompson fue capaz de reservar al grupo para actuaciones en el Berkeley Folk Festival y el Festival de Jazz de Monterrey.
Jefferson Airplane Takes Off! fue lanzado en septiembre de 1966. En él se hace notar la fuerte influencia de la música Folk en el caso de las canciones "Tobacco Road" de John D. Loudermilk y "Let's Get Together" de Dino Valente, también "It's No Secret" y "Come Up the Years", escritas por Marty Balin. El LP recibió considerable atención en los EE. UU. y se convirtió en un álbum de oro. RCA sacó inicialmente solo 15 000 ejemplares, pero al vender más de 10 000 en San Francisco solamente, volvió a reimprimir muchos más. Para la reimpresión, la compañía suprimirá "Runnin 'Round This World" (que había aparecido en las primeras prensadas mono), porque los ejecutivos se opusieron a la palabra "viaje" en la letra. Por razones similares, también RCA alteró otros dos temas: "Let Me In", cambiando la línea que dice "cierra la puerta de tu casa, tú sabes dónde" a "cierra la puerta de tu casa, no es justo". Y "Run Around" cambiando la línea que dice "Flores que se balancean como si te colocaras debajo de mi" por "Flores que se balancean como si te quedaras aquí conmigo". Las pistas originales sin la censura, hoy en día valen miles de dólares.

### Llegada de Grace Slick
Signe Anderson dio a luz a su hija en mayo de 1966, y en octubre anunció su partida. Su último concierto con Jefferson Airplane tuvo lugar en el Fillmore el 15 de octubre de 1966. La noche siguiente, su reemplazante Grace Slick hizo su primera aparición. Slick, exmodelo, ya conocía a la banda -había asistido al concierto debut de la banda en el club Matrix en 1965 y su anterior grupo, The Great Society, solía hacer de banda soporte a menudo.
Slick resultó ser fundamental para el avance comercial de la banda. Con una poderosa voz de contralto, Slick supo adaptarse perfectamente al amplificado sonido eléctrico de la banda. También, como exmodelo, su presencia en el escenario causaba un mayor impacto del grupo en vivo.
The Great Society grabó una temprana versión de "Somebody To Love" (con el título de "Someone To Love") como el lado B de su único sencillo, "Free Advice"; que fue producido por Sylvester Stewart (que poco tiempo después iba a convertirse en Sly Stone), pero al parecer se necesitarían más de 50 tomas para lograr una versión satisfactoria. The Great Society decidió disolverse a finales de 1966 y dieron su último concierto el 11 de septiembre. Poco después, Slick fue consultada por Jack Casady (quién fue una gran influencia en la toma de su decisión) si quería unirse a Jefferson Airplane, y su contrato fue comprado por 750 dólares.

### Surrealistic Pillow y el éxito comercial
En diciembre de 1966 Jefferson Airplane fueron incluidos en un artículo en el Newsweek sobre el auge de la escena musical de San Francisco, uno de los primeros en una avalancha de artículos similares que provocaron una afluencia masiva de jóvenes a la ciudad y contribuyó a la comercialización y explotación de la cultura hippie.
A principios de 1967 Bill Graham reemplazó a Bill Thompson como productor. En enero, el grupo viajó a Los Ángeles para grabar las canciones para su próximo LP, y también hizo su primera visita a la Costa Este. El 14 de enero, junto con The Grateful Dead y Quicksilver Messenger Service, Jefferson Airplane encabezó el ahora legendario "Human Be-In", el famoso 'acontecimiento' de todo el día, llevado a cabo en el Golden Gate Park, uno de los principales eventos que produjo el "Verano del Amor".
Durante este período, la banda obtuvo su primer reconocimiento internacional cuando la creciente estrella del pop británico Donovan, que los vio en un recital durante su gira en la Costa Este estadounidense a principios de 1966, mencionó a Jefferson Airplane en su canción "The Fat Angel", que posteriormente apareció en el LP Sunshine Superman.
El segundo LP del grupo, Surrealistic Pillow, grabado en Los Ángeles con el productor Rick Jarrard en solo trece días y a un costo de 8000 dólares, supuso la fama internacional para la agrupación.
Publicado en febrero de 1967, el álbum entró en el ranking de Billboard el 25 de marzo y permaneció allí durante más de un año, llegando hasta el puesto N.º 3. Junto a "Sgt. Pepper's Lonely Hearts Club Band" de The Beatles y "Forever Changes" de Love, se lo considera, en general, como uno de los álbumes seminales del "Verano del Amor". El nombre de Almohada Surrealista fue sugerido por el "productor misterioso" del álbum, Jerry García, cuando mencionó que, en su totalidad, el álbum suena "como una almohada surrealista" Si bien la RCA (la discográfica) no reconoce a García como un contribuidor considerable al álbum como para acreditarlo como "productor", aparece acreditado en el álbum como "asesor espiritual".
Además de poseer dos de los temas más populares de la banda, "White Rabbit" y "Somebody To Love" -de autoría de Grace Slick-, el álbum contiene "My Best Friend" dirigida al exbaterista Skip Spencer, "Plastic Fantastic Lover" y la acústica balada compuesta en conjunto entre Kartner y Balin, "Today". Un recordatorio de su primera etapa como músicos folk fue la instrumental "Embryonic Journey" que fue usada en el último capítulo de la serie cómica "Friends", y que hace referencia a maestros contemporáneos de la guitarra acústica tales como John Fahey quién ayudó a establecerlo como un género popular. Otro ejemplo es el guitarrista Leo Kottke.
El primer sencillo del álbum, "My Best Friend" no alcanzó buenas posiciones, pero los dos siguientes catapultarían prominentemente a la banda. Ambos "Somebody to love" y "White Rabbit" se convirtieron en grandes éxitos en EE. UU. alcanzando los puestos #5 y #8 respectivamente, y a finales de 1967, Jefferson Airplane se convertiría en uno de los grupos más populares, tanto nacional como internacionalmente.
Esta fase de la carrera de la banda llegó a su punto máximo con su famosa actuación en el Monterey Pop Festival en junio de 1967. Monterrey mostró varias de las principales bandas de las "escenas" musicales de Nueva York, San Francisco, Los Ángeles y el Reino Unido, y resultando en una cobertura nacional (e internacional) en televisión y el cine, esto permitió la exposición de grupos que anteriormente habían tenido fama solo regionalmente. Dos canciones de la banda fueron incluidos en la película de Pennebaker que documentó el evento.
Jefferson Airplane también se benefició en gran medida de actuaciones en red nacional de programas de televisión tales como el de Johnny Carson, Tonight's Show de NBC y The Ed Sullivan Show en CBS. La famosa aparición de la banda en [The Smothers Brothers Comedy Hour] tocando "Somebody To Love" y "White Rabbit" fue grabada en color y mejorada por la evolución de las técnicas de vídeo. Ha sido con frecuencia reexaminados y se destaca por su innovador uso de la clave de croma para simular el efecto psicodélico de las luces.

### Cambio de dirección
El número de miembros de Jefferson Airplane se mantuvo relativamente estable entre 1967 y 1970. Durante ese período se registraron cinco álbumes y tocaron más que nada en los EE. UU. y Europa. El grupo, declarado por los propios miembros, sufrió una importante transformación después de Surrealistic Pillow. Las influencias clave sobre la nueva dirección del grupo fueron la popularidad y el éxito de Jimi Hendrix y el supergrupo británico, Cream, que llevó a Jefferson Airplane (como muchos otros grupos) a adoptar un sonido más 'pesado' y poner un mayor énfasis en la improvisación.
El tercer LP, After Bathing at Baxter's, fue lanzado el 27 de noviembre de 1967 y finalmente alcanzó su punto máximo en los charts en puesto #17. Su famosa portada, hecha por el renombrado artista y dibujante Ron Cobb, muestra un Heath Robinson volando alrededor de una versión idealizada de un típico distrito de Haight-Ashbury que está sumida en el caos total.
Grabado durante un período de más de cuatro meses, con poco aporte del productor Al Schmitt, el nuevo álbum manifiesta el creciente compromiso del grupo con el rock psicodélico. En caso de que el anterior LP haya consistido en canciones de longitud estándar, la nueva era dominada por largas suites conectadas entre sí y una pista
("A Small Package of Value Will Come To You Shortly") que es un collage sónico inspirado en el álbum de Frank Zappa, "Freak Out!". El disco también marcó la ascendencia de Kantner y Slick como los principales compositores la banda y también de la simultánea declinación de la influencia y participación de su fundador Marty Balin que, entre otras razones, está cada vez más desencantado con la actitud de la banda frente a los nuevos éxitos comerciales.
Baxter también marcó el final del breve plazo de éxito en los charts de la banda. Mientras tanto "White Rabbit" y "Somebody To Love" fueron Top 10 hits en EE. UU., "The Ballad of You and Me and Pooneil", alcanzó el #43 mientras que "Watch Her Ride" se estancó en el #61. Ninguno de los posteriores sencillos del grupo entraron en el Top 40 y otros no graficaron en absoluto. La radio AM Top 40, en particular, comenzó a desconfiar del grupo ya que había logrado un éxito con una canción que contenía fuertes referencias hacía las drogas y cuyos sencillos a menudo se consideraban demasiado controvertidos, por lo que Jefferson Airplane no puedo disfrutar nunca más del apoyo necesario para volver a tener nuevos hits.
A pesar de ello, los Jefferson Airplane siguieron gozando de gran éxito mediante sus álbumes. Entre 1967 y 1972 consiguieron colocar ocho álbumes en Top 20 de los EE. UU., con Surrealistic Pillow y Crown of Creation en el Top 10. Además, muchos de sus sencillos lograron figurar igual debido en parte a la creciente influencia de la radio FM, que pasaban muchas canciones de rock que la radio AM se negaba a pasar.

### 1968–1970
En febrero de 1968 el productor Bill Graham fue despedido después de que Grace Slick emitiera un ultimátum al grupo: "o se va el o me voy yo". Bill Thompson asumió el cargo de productor y se encargó de la consolidación financiera del grupo creando Icebag Corp. para supervisar los intereses públicos de la banda y también la compra de una mansión de 20 habitaciones en el 2400 en Calle Fulton de Golden Gate Park, cerca del distrito de Haight-Ashbury, que se convirtió en la oficina de la banda y la residencia comunal. Bill Laudner fue contratado como administrador de giras.
La banda realizó su primera gira por Europa entre mediados y fines de 1968, tocando junto a The Doors en Holanda, Inglaterra, Bélgica, Alemania y Suecia. En un famoso incidente en un concierto en Ámsterdam, mientras que Jefferson estaba tocando "Plastic Fantastic Lover", el cantante de The Doors, Jim Morrison, aparentemente drogado por el hachís que un fan le había proporcionado, apareció en el escenario y comenzó a bailar. Como el grupo comenzó a tocar más y más rápidamente, Morrison giró salvajemente hasta que finalmente perdió el conocimiento y cayó en los pies de Marty Balin (Morrison fue incapaz de realizar su actuación con su banda y fue hospitalizado mientras que el tecladista Ray Manzarek se vio obligado a cantar las canciones). Fue también durante esta gira que Morrison y Slick tuvieron una breve relación sexual, de la que la propia Slick hablaría en su autobiografía de 1998.
El cuarto LP de la banda, "Crown Of Creation", fue un gran éxito comercial, alcanzando el puesto #6 en los charts. La canción que abre el disco, "Lather", escrita por Grace Slick, trata sobre su relación y el infantilismo del baterista Spencer Dryden, que por esos días estaba por cumplir 30 años. "Triad", una pieza de David Crosby, había sido rechazada por los Byrds, ya que consideraron su temática demasiado sugestiva. Una de las razones por las que David Crosby abandonaría a The Byrds sería el rechazo de esa canción.
"Greasy Heart" fue lanzado como sencillo en marzo de ese año. Varias pistas grabadas para el LP se quedaron fuera del álbum, pero más adelante se incluye como bonus tracks en la reedición del disco, incluyendo la colaboración entre Grace Slick y Frank Zappa, "Would You Like A Snack?".
Su aparición en The Smothers Brothers Comedy Hour causó un gran revuelo cuando Grace apareció en escena con la cara maquillada de negro (ella alegó que simplemente quería usar la gran variedad de maquillaje que había en el camerino, y además, en dicho programa se tenía mucha libertad ya que la principal premisa era la del Antibelicismo).
En el año 1969 se publicó "Bless Its Pointed Little Head", álbum en vivo que recogía las actuaciones de la banda en la gira por Europa y de recitales en el Fillmore West y Fillmore East. Se convirtió en el cuarto álbum Top 20 de la banda, alcanzando el puesto #17.
A principios de agosto de 1969, pocos días después de que la banda realizara un concierto gratuito en el Central Park de Nueva York, realizaron lo que Grace Slick llamó "música maníaca por la mañana" en el inicio de su actuación en el festival de Woodstock, para el que el grupo incorporó al notable tecladista de sesión Nicky Hopkins. Cuando fue entrevistado acerca de Woodstock por Jeff Tamarkin en 1992, Paul Kantner todavía lo recuerda con cariño, al contrario de Grace Slick y Spencer Dryden que no lo recuerdan tan cálidamente como él.
Inmediatamente después de su actuación en Woodstock, la banda tocó un concierto en vivo en The Dick Cavett Show; luego comenzó las sesiones para su próximo álbum, Volunteers, utilizando las nuevas tecnología de 16 pistas en el Wally Heider Studio en San Francisco. Este resultó ser el último álbum con la "clásica" formación del grupo. Lanzado en los EE. UU. en noviembre de 1969, Volunteers continuó la línea de álbumes Top 20, alcanzando la posición # 13 y álbum de oro a principios de 1970. El disco fue el más cargado políticamente, mostrando una franca oposición a la guerra de Vietnam y documentando los nuevos cambios Sociales, culturales y políticos de EE. UU.
Temas como "Volunteers", "We Can Be Together", "Good Shepherd", y el posapocalíptico "Wooden Ships", que Paul Kantner coescribió con David Crosby y Stephen Stills y que anteriormente Crosby, Stills & Nash, también habían grabado en su álbum debut.
La RCA se quejó de la frase "contra la pared, hijos de puta" en la letra de la canción de Kantner, "We Can Be Together", pero el grupo logró impedir que se censurara.
En diciembre, la banda tocó en el recital gratuito de Altamont en la ciudad de California, esto convirtió a la banda en una de las más icónicas de la década ya que pudo tocar en los tres festivales más importantes de todos.
Encabezado y organizado por The Rolling Stones, el concierto se vio empañado por la violencia. Marty Balin fue golpeado durante un enfrentamiento con miembros de los Hells Angels que habían sido contratados para actuar como "seguridad". El evento se hizo notorio por el ahora famoso "Gimme Shelter Incident": el fatal apuñalamiento de Meredith Hunter, un adolescente negro, delante del escenario por uno de los Hells Angels, después de que Hunter sacara un revólver durante la actuación de los Stones (Este incidente fue la pieza central de la película documental Gimme Shelter.)
Spencer Dryden dejó la banda en febrero de 1970, agotado por cuatro años de giras y conciertos pero por sobre todo, profundamente desilusionado por los acontecimientos de Altamont, que, según recordó más tarde, "... no parecían un montón de felices hippies en bellos colores. Parecían más como un grupo de tontos en tonos sepia".Se tomó un tiempo libre y más tarde regresó a la música en 1972 como baterista de la banda de "medio tiempo" de Grateful Dead, New Riders of the Purple Sage. El reemplazo de Dryden fue Joey Covington, un músico de L.A. que había estado tocando con Hot Tuna en 1969.
En 1970 editan su primer grandes éxitos bajo el título de The Worst of Jefferson Airplane. En este año solo compusieron dos canciones para el sencillo, Mexico/Have You Seen the Saucers. La cara A era una crítica muy dura contra el presidente Richard Nixon por tratar de cortar la llegada de marihuana a los Estados Unidos; y la cara B iniciaba la obsesión por la ciencia ficción de Paul Kantner y que seguiría explorando en si primer álbum solista "Blows Against the Empire" y con muchas de sus canciones en los años 70 y 80.

### Proyectos paralelos
En 1969, Jack Casady y Jorma Kaukonen pusieron en marcha su proyecto, un retorno a sus raíces del blues que finalmente denominaron Hot Tuna. Esto comenzó como un dúo, con breves actuaciones antes de los conciertos de Jefferson Airplane, pero a lo largo de los próximos meses otros miembros de la banda, así como músicos externos a ella (entre ellos Joey Covington), a menudo se sumaban a las actuaciones de Hot Tuna.
A finales de 1969 Casady y Kaukonen grabaron un álbum de blues acústico, que se publicó en la primavera de 1970. Este primer álbum de Hot Tuna fue un éxito notable, alcanzando el #30 en los charts de EE. UU. En los próximos dos años, Hot Tuna comenzó a ocupar más y más del tiempo de Casady y Kaukonen, lo que contribuye a las crecientes divisiones dentro de Jefferson Airplane que continuaron hasta 1972.
El proyecto Hot Tuna también dio lugar a la adición de un nuevo miembro al grupo. Covington se había reunido con el veterano violinista de jazz-blues Papa John Creach en Los Ángeles a mediados de los años 60; Creach fue invitado a unirse a la banda en un concierto en el Winterland de San Francisco el 5 de octubre de 1970. Como resultado de ello, Creach fue invitado a unirse inmediatamente a Hot Tuna y se convirtió en un miembro permanente de Jefferson Airplane a tiempo para su gira de otoño.
El concierto de Winterland también marcó un punto de inflexión de otro tipo para la banda. Fue en memoria a su vieja amiga Janis Joplin, que había fallecido en Los Ángeles de una sobredosis de heroína el día anterior que, su gran amigo Marty Balin, se negó a tocar con la banda esa noche.
Durante este período, Paul Kantner había estado trabajando en su primer álbum en solitario, un proyecto de temática sobre ciencia ficción grabado con los miembros de la banda y otros amigos. Fue lanzado en octubre de 1970 bajo el título de "Blows Against The Empire", y se acreditó como "Paul Kantner / Jefferson Starship". Este "prototipo" de Jefferson Starship incluyó a David Crosby y Graham Nash, los miembros de Grateful Dead Jerry García, Bill Kreutzmann y Mickey Hart y los miembros de Airplane, Grace Slick, Joey Covington y Jack Casady. "Blows Against The Empire" fue el primer álbum de rock a ser nominado para el premio Hugo de ciencia ficción.
Jefferson Airplane terminó en 1970 con su tradicional concierto de Día de Acción de Gracias en el Fillmore East (el final de la alineación de corta vida, Kantner / Balin / Slick / Kaukonen / Casady / Creach / Covington) y el lanzamiento de su primer álbum de grandes éxitos, "The Worst of Jefferson Airplane", que sigue con la intacta racha de éxito discográfico, alcanzando el #12 en el ranking de Billboard.

### Declive y disolución
1971 fue un año de grandes trastornos para Jefferson Airplane. Grace Slick y Paul Kantner habían iniciado una relación durante 1970 y el 25 de enero de 1971 su hija China Wing Kantner nació. Slick se divorció rápidamente de su primer marido, pero ella y Kantner se pusieron de acuerdo en que no deseaban casarse.
En marzo de 1971, el cofundador y cantante Marty Balin decidió abandonar al grupo oficialmente después de meses de aislamiento de los demás. A pesar de que había permanecido como parte de la banda en vivo, después de que la dirección creativa del grupo fuera alejándose de las canciones de amor en las que él se especializaba y sumándole un nuevo problema de alcoholismo, también con el agravante de que el grupo se estaba dividiendo cada vez más entre Kantner/Slick y Kaukonen/Casady, lo hizo sentir como un "extraño".
Al haberse sentido profundamente afectado por la muerte de su amiga Janis Joplin, había comenzado a aplicar un estilo de vida más saludable; Balin comenzó con un estudio de yoga y la abstención de las drogas y el alcohol, por ende, se distanció de los demás miembros del grupo, cuya prodigiosa ingesta de drogas continuó. Esto complicó aún más la grabación de sus canciones pendientes posteriores a "Volunteers". Balin había terminado recientemente varias nuevas canciones, como "Emergency" y la longeva canción "You Wear Your Dresses Too Short", ambos quedarían archivados y más tarde verían la luz en futuras reediciones.
El 13 de mayo de 1971, Grace Slick sufrió un casi fatal accidente automovilístico cuando su coche chocó contra un muro en un túnel cerca del puente Golden Gate en San Francisco. Su recuperación tardó varios meses, lo que obligó a la banda a cancelar la mayor parte de su gira de conciertos y compromisos para 1971.
Su siguiente LP Bark (cuya cubierta presentaba un pez muerto envuelto en una bolsa de supermercado de estilo A & P) se publicó en septiembre de 1971. A pesar de que fue el último álbum adeudados a RCA en el marco del contrato existente del grupo, fue el primer lanzamiento en su propio sello, Grunt. Thompson, gerente de proyecto de ley había alcanzado un acuerdo con la RCA para permitir a Jefferson Airplane crear Grunt Records pero vieron conveniente pero el uso de distribución de la RCA.
El sencillo "Pretty As You Feel" extraído de un largo jam y cantada por Joey Covington, la canción fue el último sencillo de Jefferson Airplane en alcanzar un lugar considerable en los EE. UU., alcanzando el puesto #60. El álbum subió al # 11, superó a "Volunteers".
Incluso después de la salida de Balin, importantes diferencias creativas y personales persistieron entre Slick y Kantner por un lado, y Kaukonen y Casady, por el otro (la canción de Jorma Kaukonen, "Third Week In The Chelsea", de Bark, son crónicas de los pensamientos que él mismo estaba teniendo sobre dejar la banda). Estos problemas se ven agravados por el aumento del consumo de drogas -especialmente el alcoholismo de Slick- que causó que la banda sufriera graves problemas internos.
La banda permaneció junta el tiempo suficiente para un disco más, titulado "Long John Silver", que comenzó en abril de 1972 y salió en julio. Por este tiempo los distintos miembros también participan con sus diversos proyectos en solitario. Hot Tuna, por ejemplo, lanzó un segundo álbum más eléctrico que su predecesor, y cultivó un gran éxito. Aunque también un miembro nominal de la banda, Joey Covington, había comenzado la producción de su propio álbum con Peter Kaukonen (hermano Jorma) y Black Kangaroo en Grunt; en consecuencia, John Barbata (antes de The Turtles y CSNY) tocó en gran parte del álbum y continuó durante la gira promocional. Long John Silver se destaca por su cubierta, que plegaba en un humidor (y en el centro de la foto se muestra un almacenamiento de marihuana). El álbum llegó al # 20.
Con la salida oficial de Covington y la adición del viejo amigo de Kantner, David Freiberg en voces, Jefferson Airplane comenzó una gira para promover Long John Silver en el verano de 1972, sus primeros conciertos en más de un año. Este tour incluye un gran concierto gratuito en el Parque Central que atrajo a más de 50 000 personas.
Regresaron a la costa oeste, en septiembre, tocando conciertos en San Diego, Hollywood y Albuquerque. La gira culminó con dos espectáculos en el Winterland de San Francisco (septiembre 21-22), que fueron grabados. Al final de la segunda presentación, al grupo se les unió en el escenario Marty Balin, que cantó el tema "Volunteers" y la última canción,"You Wear Your Dresses Too Short."
Aunque no hubo un anuncio oficial de separación, en Winterland mostró ser el último recital de Jefferson Airplane hasta su restauración y reunión en 1989. A finales de 1972 Casady y Kaukonen habían abandonado el grupo para concentrarse en Hot Tuna y su recién adquirido amor por la velocidad que Freiberg había intentado utilizar en un intento de reforzar la camaradería del grupo. Con Kantner y Slick, él grabó "Baron von Tollbooth and the Chrome Nun" antes de darle el nombre de Jefferson Starship. Kantner y Slick anteriormente habían grabado otro disco juntos llamado Sunfighter
El segundo álbum en directo de la banda, Thirty Seconds Over Winterland, fue lanzado en abril de 1973.
En 1974, una colección de materiales inéditos anteriores y el sencillo "México" y "Have You Seen The Saucers" fue lanzado como Early Flight, el último álbum oficial de Jefferson Airplane, hasta el homónimo álbum de reunión de 1989.

### Reunión en 1989 y nuevo disco
En 1989, Marty Balin, Grace Slick, Paul Kantner, Jorma Kaukonen y Jack Casady se reunieron para grabar un nuevo disco titulado simplemente Jefferson Airplane. El álbum y la gira que lo acompañaró marcarían la última vez que Jefferson Airplane actuarían juntos hasta su inducción en 1996 al Salón de la Fama del Rock and Roll. Del disco aparecieron como sencillo las canciones «Summer of Love», «Planes» y «True Love».

### Jefferson Starship (más tarde Starship)

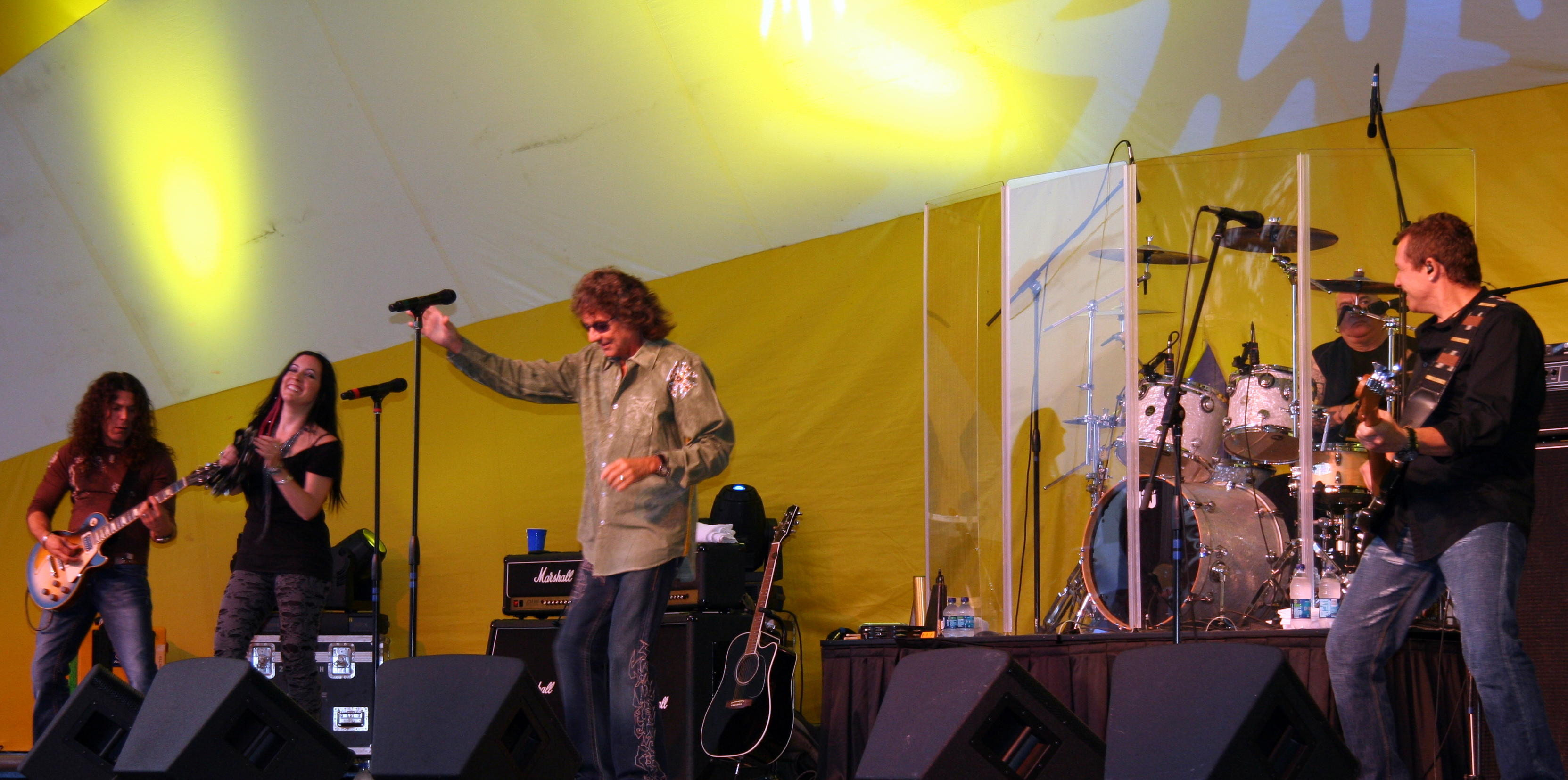
Starship en 2010

En los años 80, después de que Marty Balin y Grace Slick dejaran la banda, Mickey Thomas se convirtió en el líder del grupo, ahora llamado "Jefferson Starship". Slick volvió a la banda más tarde, en 1984, pero Paul Kantner abandonó poco después y tomó acciones legales en contra del grupo a causa del nombre "Jefferson". Después de que Kantner ganara su demanda legal, la banda se convirtió simplemente en "Starship". Mickey Thomas se convirtió en el vocalista.
Starship consiguió una cadena de éxitos incluyendo “We Built This City”, “Sara”, “No Way Out”, y una nominación al Oscar para el número 1 “Nothing's Gonna Stop Us Now” para la película “Mannequin”. Otros éxitos incluidos “Find Your Way Back”, “Stranger”, “Laying It On The Line”, y “It's Not Over Till It's Over” que se convirtió en tema importante del béisbol de la liga en 1987. Todos estos temas se encuentran incluidos en alguno de los 3 álbumes que la banda lanzó como Starship: Knee Deep in the Hoopla (1985), No Protection (1987) y Love Among the Cannibals (1989).
A inicios de 1988, Grace Slick dejó Starship, reduciéndose la banda a un trío: Mickey Thomas, Craig Chaquico, y Donny Baldwin. Ellos agregaron a 2 nuevos miembros, Mark Morgan (teclado) y Brett Bloomfield (bajo), y en 1989 lanzaron su tercer álbum “Love Among the Cannibals”.

## Miembros
- Marty Balin - voz, guitarra (1965-1971, 1989, murió en 2018)
- Paul Kantner - guitarras, coros (1965-1972, 1989, murió en 2016)
- Jorma Kaukonen - guitarras, coros (1965-1972, 1989)
- Signe Toly Anderson - voz (1965-1966, murió en 2016)
- Bob Harvey - bajo (1965)
- Jerry Peloquin - tambores (1965)
- Jack Casady - bajo (1965-1972, 1989)
- Skip Spence - batería (1965-1966, murió en 1999)
- Grace Slick - voz (1966-1972, 1989)
- Spencer Dryden - batería (1966-1970, murió en 2005)
- Papa John Creach - violín (1970-1972, 1989, murió en 1994)
- Joey Covington - batería (1970-1972)
- John Barbata - batería (1972)
- David Freiberg - voz (1972)

## Discografía
- 1966: Jefferson Airplane Takes Off
- 1967: Surrealistic Pillow
- 1967: After Bathing at Baxter's
- 1968: Crown of Creation
- 1969: Bless Its Pointed Little Head (en vivo)
- 1969: Volunteers
- 1970: The Worst of Jefferson Airplane (recopilatorio)
- 1971: Bark
- 1972: Long John Silver
- 1973: Thirty Seconds Over Winterland (en vivo)
- 1974: Early Flight (recopilatorio)
- 1984: Nuclear Furniture
- 1989: Jefferson Airplane